# Titularbistum Ionopolis
Ionopolis (ital.: Gionopoli) ist ein Titularbistum der  römisch-katholischen Kirche. 
Es geht zurück auf ein untergegangenes Bistum der antiken und byzantinischen Stadt Abonuteichos (später Ionopolis, jetzt İnebolu) in der kleinasiatischen Landschaft Paphlagonien an der Schwarzmeerküste der heutigen Türkei, das ein Suffraganbistum des Erzbistums Gangra war.
| Titularbischöfe von Ionopolis |                                                                               |                                                         |                    |                   |
| Nr.                           | Name                                                                          | Amt                                                     | von                | bis               |
| 1                             | Wilhelm Hermann Ignaz Ferdinand Reichsfreiherr von Wolff-Metternich zu Gracht | Weihbischof in Münster (Deutschland)                    | 16. September 1720 | 28. Oktober 1722  |
| 2                             | Jan Karski                                                                    | Weihbischof in Gnesen (Polen-Litauen)                   | 29. Juli 1771      | 1784              |
| 3                             | Wincenty Lipski                                                               | Weihbischof in Tiraspol (Moldawien)                     | 18. September 1856 | 13. Dezember 1875 |
| 4                             | James Gibbons Titularerzbischof pro hac vice                                  | Koadjutorerzbischof von Baltimore (USA)                 | 20. Mai 1877       | 3. Oktober 1877   |
| 5                             | Francis Xavier Leray Titularerzbischof pro hac vice                           | Koadjutorerzbischof von New Orleans (USA)               | 30. September 1879 | 28. Dezember 1883 |
| 6                             | Giacomo Daddi                                                                 | Weihbischof in Palermo (Italien)                        | 27. März 1884      |                   |
| 7                             | Andrea Cassato                                                                | Weihbischof in Otranto (Italien)                        | 24. März 1898      | 1913              |
| 8                             | Henri Doulcet CP                                                              |                                                         | 3. Juni 1913       | 17. März 1914     |
| 9                             | Joseph John Fox                                                               | emeritierter Bischof von Green Bay (USA)                | 7. November 1914   | 14. März 1915     |
| 10                            | Nicolás Gonzalez Pérez CMF                                                    | Apostolischer Vikar von Fernando Poo (Äquatorialguinea) | 24. August 1918    | 23. März 1935     |
| 11                            | Eugène-Louis-Marie Le Fer de la Motte                                         | emeritierter Bischof von Nantes (Frankreich)            | 8. Juli 1935       | 20. Juli 1936     |
| 12                            | Johann Baptist Dietz                                                          | Koadjutorbischof von Fulda (Deutschland)                | 25. Juli 1936      | 10. April 1939    |
| 13                            | Maurice-Auguste-Eugène Foin                                                   | Weihbischof in Le Mans (Frankreich)                     | 10. Juni 1939      | 10. Juli 1948     |
| 14                            | Hubert Joseph Paulissen SMA                                                   | emeritierter Bischof von Kumasi (Ghana)                 | 15. November 1951  | 12. August 1966   |